# کیخسرو (خوشاب)
کیخسرو، یکی از روستاهای تاریخی و هدف گردشگری غرب استان خراسان رضوی است که در  بخش مرکزی شهرستان خوشاب واقع شده است. این روستا تا قبل از تأسیس بخش خوشاب در  شهرستان سبزوار در سال ۱۳۶۸، یکی از روستاهای دهستان طبس در بخش مرکزی شهرستان سبزوار بوده‌ است.

## وجه تسمیه کیخسرو در متون پهلوی، فارسی و تازی
این روستا توسط کیخسرو(کی نیک) سومین پادشاه کیانیان پسر سیاوش و فرنگیس دختر افراسیاب ساخته شده است. متون پهلوی چون بندهش، دینکرو و دینیک مطالب نسبتا مفصل تری را گزارش می دهد، بندهش از کیخسرو در چندین جای نام می برد. درباره چگونگی آتش که در بخش نهم بندهش آمده، از سه آتش آذرفرنبغ، آذر گشنسب و آذر برزین مهر نام برده که اهورامزدا در آغاز آفرینش، چون سه فره آن را به پاسبانی جهان فراز آفرید و هر کدام را پادشاهان نهاده اند و آتش نیز آنان را یاری فرموده است. همچنین در مورد آذر گشنسب چنین می گوید که: آذر گشنسب تا پادشاهی کیخسرو، بدان آیین پاسبانی جهان می کرد؛ چون کیخسرو بتکده(کنار دریای چیچیست) را همی کند بر بال اسب(کیخسرو) نشست و تیرگی و تاریکی را از میان برد و (جهان را) روشن می کرد بتکده ویران شد، به همان جای بر فراز اسنوند(کوه) آنشگاهی نشانده شد. بدان سبب آن را گشنسب خوانند که بر بال اسب نشانده شده کیخسرو کنگ دژ(ساخته سیاوش) را در جنبش بود و بر سر دیوان قرار داشت بر زمین نشاند او از پشت سیاوش است که دخت افراسیاب«وسپان فریا» را به زنی گرفته بود و کیخسرو افراسیاب را می کشد و خود به کنگ دژ می رود و از سپس از آن لهراسب شاهی را از آن می گیرد.
کیخسرو بنابر گزارش بندهش شصت سال پادشاهی می کند. بنابر گزارش دینکرد، او پسر سیاووش و پادشاه خونیرت که هشتمین نفر از کیانیان مشهور و نیز ار جاویدانیان می باشد که در هر پیشرفت و حفظ دین مزدسینا کوشا و از آن کیش قبل از پیدایش آگاهی داشته است.
در حواشی فرهنگ برهان قاطع، ساخت آتشکده آذر برزین مهر به کیخسرو نسبت داده شده است و آورده اند کیخسرو روزی سواره می رفت ناگاه صدای رعدی مهم رسید چنان مهیب که کیخسرو خود را از اسب انداخت، در آن آتش صاعقه افتاد و برزین اسب او خورد و زین آتش گرفت. دیگر نگذاشتند که آن آتش فرونشیند و همانجا آتشکده ای ساختند و آذر برزین نام کردند. ارنست هرتسفلد کیانیان را مترادف با سلسله حکومتی مادها می داند. در منطقه سبزوار تنها روستایی که نام کیخسرو دارد در شهرستان خوشاب واقع شده است.

## موقعیت ارتباطی
روستای کیخسرو در حاشیه محور بین‌المللی آسیای میانه به آسیای صغیر و اروپا قرار دارد و تا سلطان‌آباد و سبزوار به ترتیب ۱۳ و ۳۰ کیلومتر فاصله دارد. نزدیک‌ترین ایستگاه راه‌آهن و فرودگاه به این روستا، ایستگاه راه‌آهن سبزوار و فرودگاه سبزوار است که به ترتیب در فاصله ۱۸ و ۴۵ کیلومتری از این روستا قرار دارند.

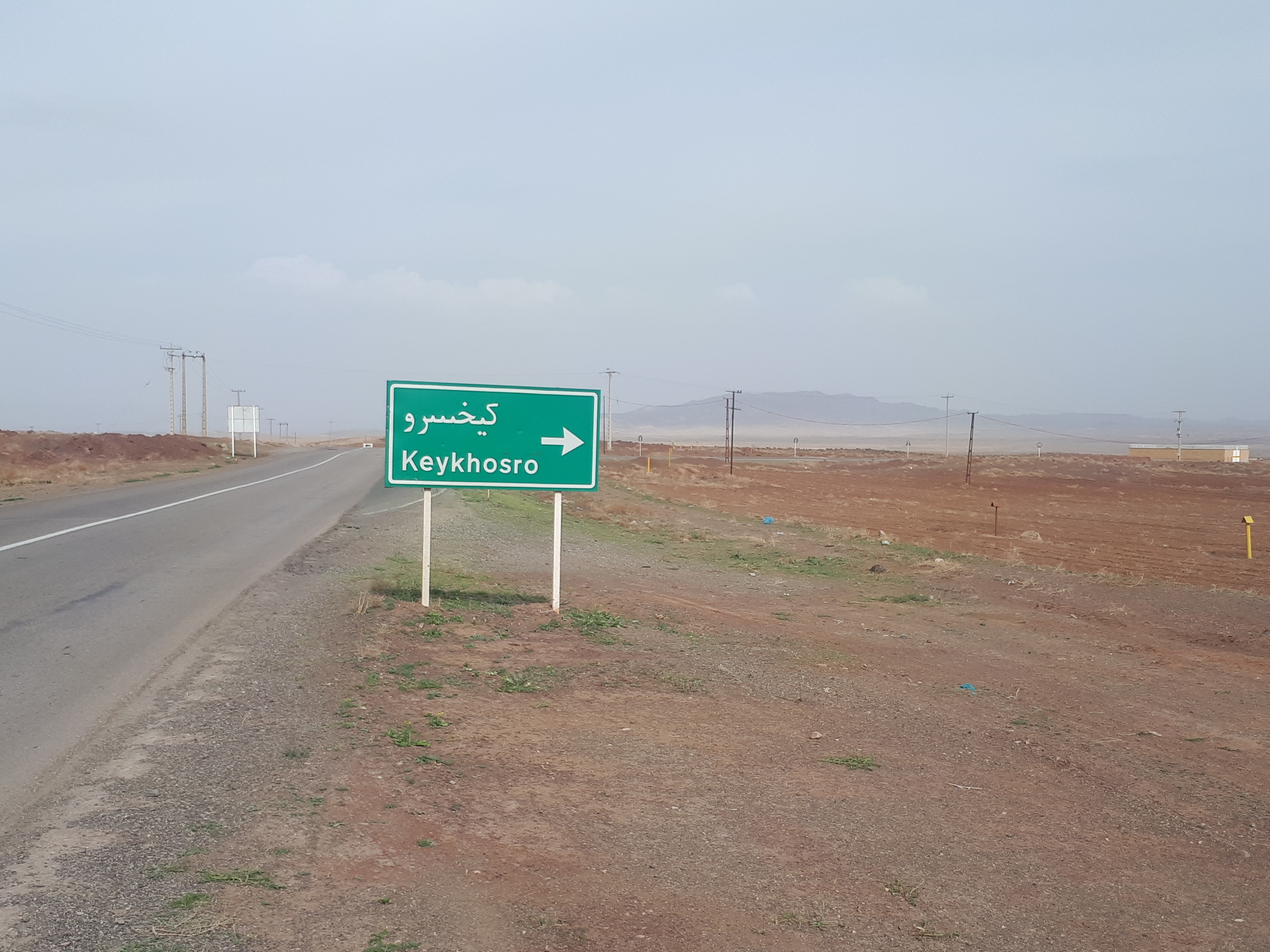
تابلو راهنما کیخسرو

## موقعیت جغرافیایی
روستای کیخسرو از شمال با روستاهای  عنبرستان، عنابستان، کاشک و شهر سلطان آباد، از جنوب با روستاهای نجم‌آباد، باغجر، عَوض و قره قلی از غرب با روستای علیک و از شرق با روستاهای ترخاص و سراجه مرز مشترک دارد.

## شغل
شغل مردم این روستا کشاورزی، دامپروری و قالی بافی است.  

## محصولات
انگور دیمه و روغن گوسفندی این روستا به دلیل جنس و غنای خاک آن مرغوب ترین انگور و روغن در منطقه خوشاب است. هندوانه، جو، گندم، پسته و قالی از دیگر محصولات این روستا هستند.

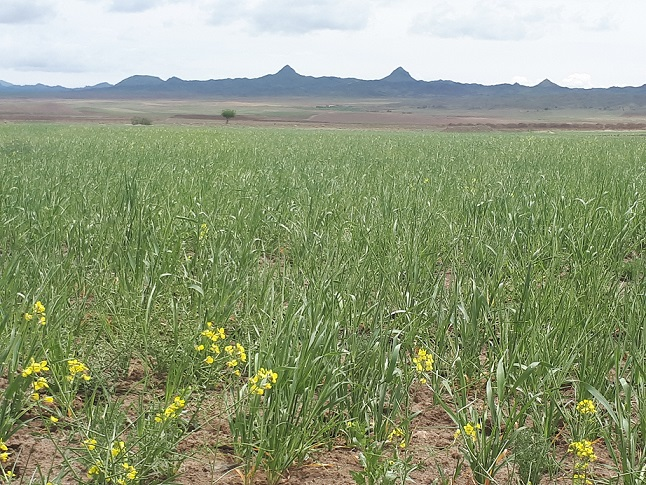
دشت کیخسرو با چشم اندازی از کوه دو برادر کیخسرو

## علم و دانش
در حوزه علمی، این روستا از روستاهای پیشگام منطقه خوشاب بوده و مدرسه آن، از نخستین مدرسه های این منطقه است. مدرسه این روستا در سال ۱۳۳۷ توسط حاج جعفر کیخسروی معروف به حاج ملا و با مساعدت اهالی روستا ساخته شده است. ماحصل این حسن توجه علمی تقدیم ده ها پزشک، استاد دانشگاه، دندانپزشک، داروساز، معلم و مهندس به جامعه علمی کشور بوده است.

## تحصیلکرده ها
| نام و نام خانوادگی                      | تخصص |
| --------------------------------------- | --- |
| دکتر عقیل اله کیخسروی                   | فوق تخصص بیماری های کلیه کودکان (نفرولوژی کودکان)، عضو هیئت علمی و معاون سابق آموزشی دانشگاه علوم پزشکی سبزوار |
| دکتر احسان کیخسروی                      | فلوشیپ تخصصی تصویربرداری مداخله ای اعصاب (نورورادیولوژی) و عضو هیئت علمی دانشگاه علوم پزشکی مشهد               |
| دکتر قاسم کیخسروی                       | دکترای تخصصی آب و هواشناسی و عضو هیئت علمی دانشگاه شهید بهشتی تهران                                            |
| دکتر علیرضا کیخسروی                     | دکترای تخصصی مهندسی معماری و عضو هیئت علمی دانشگاه حکیم سبزواری                                                |
| دکتر علیرضا کیخسروی                     | دکترای تخصصی سیستماتیک جانوری و عضو هیئت علمی دانشگاه حکیم سبزواری                                             |
| دکتر مهدی کیخسروی                       | دکترای تخصصی حقوق بین‌الملل و عضو هیئت علمی دانشگاه تفرش                                                        |
| دکتر حسین کیخسروی                       | دکترای تخصصی زبان و ادبیات فارسی و مدرس دانشگاه                                                                |
| دکتر مهناز کیخسروی                      | دکترای تخصصی حشره شناسی و مدرس دانشگاه                                                                         |
| دکتر عباسعلی کیخسروی                    | دکترای حرفه ای دندانپزشکی، جراح و دندانپزشک                                                                    |
| دکتر حمید کیخسروی                       | دکترای حرفه ای داروسازی، داروساز                                                                               |
| دکتر فائزه کیخسروی                      | دکترای حرفه ای دامپزشکی، دامپزشک                                                                               |
| دکتر کبری کیخسروی                       | دکترای حرفه ای دامپزشکی، دامپزشک                                                                               |
| دکتر امین کیخسروی                       | پژوهشگر دکترای تخصصی منابع انرژی و مهندسی فرایندها                                                             |
| دکتر محمد کیخسروی                       | دانشجوی دکترای حرفه ای دندانپزشکی                                                                              |
| دکتر علی کیخسروی                        | دانشجوی دکترای حرفه ای داروسازی                                                                                |
| زنده یاد دکتر امیر کیخسروی              | دانشجوی دکترای حرفه ای پزشکی                                                                                   |
| دکتر هادی کیخسروی                       | کارمند دانشگاه حکیم سبزواری                                                                                    |
| مهندس حسن کیخسروی                       | کارشناسی ارشد مهندسی آب، معاون اسبق آب منطقه ای خراسان بزرگ                                                    |
| مهندس قنبر علی فرزام فرد                | مهندس عمران، مهندس ناظر برج میلاد تهران و سایر طرح های کلان کشور                                               |
| مهندس حمزه کیخسروی                      | کارشناسی ارشد مهندسی معماری، شهردار اسبق شهرداری منطقه یک سبزوار                                               |
| مهندس حامد رضا کیخسروی                  | کارشناسی ارشد مهندسی فضای سبز و کارمند شهرداری تهران                                                           |
| مهندس مهناز کیخسروی                     | معمار |
| مهندس امیرحسین کیخسروی                  | کارشناس ارشد مهندسی معماری و معمار                                                                             |
| مهندس هادی کیخسروی                      | مهندس عمران |
| مهندس فرهاد کیخسروی                     | مهندس عمران |
| مهندس محمد حسین کیخسروی                 | مهندس کشاورزی و دهیار کیخسرو                                                                                   |
| مهنوش کیخسروی                           | کارشناسی ارشد فیزیولوژی ورزشی و مدرس دانشگاه                                                                   |
| حمید رضا کیخسروی                        | کارشناسی ارشد حسابداری، مدیر مالی و اداری بنیاد تعاون ناجا و بیمارستان کسری تهران                              |
| رمضانعلی کیخسروی                        | فرهنگی بازنشسته و معاون پشتیبانی و سرپرست اداره آموزش و پرورش شهرستان خوشاب                                    |
| سیدحسن کیخسروی                          | فرهنگی بازنشسته، نویسنده، شاعر و نخستین شهردار سلطان آبادِ شهرستان خوشاب                                        |
| معصومه کیخسروی                          | فرهنگی و دارنده مدال برنز مسابقات تیراندازی ناشنوایان ایران                                                    |
| محمد کیخسروی(فرزند حاج جعفر)            | فرهنگی بازنشسته                                                                                                |
| علی کیخسروی(فرزند حاج جعفر)             | فرهنگی بازنشسته                                                                                                |
| علی کیخسروی(فرزند حاج حمزه)             | فرهنگی بازنشسته                                                                                                |
| محمد اسماعیل کیخسروی(فرزند حاج محمدخان) | فرهنگی بازنشسته                                                                                                |
| رحیم کیخسروی(فرزند حاج محمدخان)         | فرهنگی بازنشسته                                                                                                |
| علیرضا کیخسروی(فرزند یداله)             | فرهنگی بازنشسته                                                                                                |
| عالیه کیخسروی(فرزند حاج رضا)            | فرهنگی بازنشسته                                                                                                |
| زهره کیخسروی(فرزند حاج رضا)             | فرهنگی بازنشسته                                                                                                |
| کبری کیخسروی(فرزند حاج خلیل)            | فرهنگی بازنشسته                                                                                                |
| احمد کیخسروی(فرزند حاج برات)            | فرهنگی بازنشسته                                                                                                |
| رضا کیخسروی(فرزند حاج برات)             | فرهنگی بازنشسته                                                                                                |
| فاطمه کیخسروی(فرزند میرزاخان)           | فرهنگی بازنشسته                                                                                                |
| کبری کیخسروی(فرزند میرزاخان)            | فرهنگی بازنشسته                                                                                                |
| مهشید کیخسروی(فرزند محمد حاج جعفر)      | فرهنگی |
| عاطفه کیخسروی(فرزندعلی حاج جعفر)        | فرهنگی |
| هادی کیخسروی(فرزند محمد حسن)            | فرهنگی |
| مجید کیخسروی(فرزند اکبر)                | فرهنگی |
| یونس کیخسروی(فرزند رضا حاج برات)        | فرهنگی |
| ربابه کیخسروی(فرزند شازده)              | فرهنگی |
| زنده یاد علی اصغر کیخسروی(فرزند شازده)  | فرهنگی |
| محمد اسماعیل کیخسروی(فرزند علی اصغر)    | فرهنگی |
| فاطمه کیخسروی(فرزند محمد محمد حسن)      | فرهنگی |
| مهسا کیخسروی                            | کارمند دانشگاه حکیم سبزواری                                                                                    |
| بتول کیخسروی                            | کارمند دانشگاه علوم پزشکی سبزوار                                                                               |
| مریم کیخسروی                            | کارمند دانشگاه علوم پزشکی سبزوار                                                                               |
| زهره کیخسروی                            | کارمند بازنشسته بانک                                                                                           |
| مهدی کیخسروی                            | کارمند بانک ملت                                                                                                |
| علی کیخسروی                             | کارمند بانک ملت                                                                                                |
| رضا کیخسروی                             | کارمند اداره ثبت اسناد و املاک و روحانی                                                                        |
| سمانه کیخسروی                           | پرستار |
| هومن کیخسروی                            | مشاور حقوقی |
| زنده یاد هادی کیخسروی                   | نماینده جامعه بیماران پروانه ای(ای بی) و عضو سابق شورای اسلامی روستای کیخسرو                                   |
| فاطمه کیخسروی                           | خبرنگار |
| رضا کیخسروی(فرزند حاج محمد خان)         | دانشجو معلم |
| علیرضا کیخسروی(فرزند غلام)              | دانشجو معلم |

## سفر ابوعلی سینا
...در جاده نیشابور به سبزوار دو نفر سوار به سرعت در حرکت بودند. هریک از آنان در ترک بند اسب خود دو مشک کوچک آب و یک بسته ی استوانه ای باربندی کرده بدون توقف می تاختند. وقتی تاریکی همه جا را فرا گرفت سواران زیر درختی فرود آمدند و پس از گردانیدن اسبان عرقدار و صرف غذا مدت کوتاهی استراحت کرده دوباره به راه افتادند. هر دو سوار سبکبار بودند و مانند سربازانی که به ماموریت فوری عزیمت نماید اسبان پرطاقت خود را که گویی خستگی برای آن ها وجود خارجی ندارد پیش میراندند. سپیده دم این سواران به آبادی کوچکی که وسط راه بود رسیدند پیرمرد کشاورزی با دو گاو کاری که چوب گاو آهن را روی زمین می کشیدند از آبادی خارج شده بود و به صحرا می رفت. روستایی سفره نانی با مشک آب کوچک به پشت بسته داشت و اندکی از پای راست می لنگید. وقتی سواران به او نزدیک شدند پیرمرد ایستاد و مشغول تماشای آنان شد. سوار اولی به پیرمرد سلام گفت. روستایی با شرمساری از اینکه چرا پیشدستی نکرده متقابلاً سلامی گفت. سوار از او پرسید:
-پدرجان. روزت بخیر. اهل این آبادی هستی؟ 
-روز و روزگارت بخیر پسرم. بله. اهل همین آبادی هستم.
-آبادی شما چه نام دارد؟
- این جا را کیخسرو می نامند. شما اهل کجایید و قصد کجا را دارید؟
-ما غریب این دیاریم. قصد سبزوار را داریم اما راه را نمی دانیم آیا ممکن است وضع راه های این حدود را برای من بگویی؟ در مقابل این زحمت دستمزدی هم می دهم.
روستایی تبسمی کرد و گفت:
-پسرم رسم ما نیست که در مقابل راهنمایی مسافرین بخصوص وقتی که غریب و میهمان هم باشند احر و مزدی بگیریم. من تمام راه های این حدود و کلیه آبادی ها و کوره راه ها را تا ری و سواد قدم به قدم می شناسم. هر اطلاعی بخواهی با کمال میل می‌دهم اما شما که می‌گویید قصد سبزوار را دارید. از این جا تا شهر سبزوار بیش از ۳ ساعت راه نیست. با این اسب‌های جوان و پرطاقتی که شما دارید زودتر از این مدت هم می‌توانید برسید.
-درست است که ما به سبزوار می رویم ما مقصد اصلی ما ری است و میل دارم به وضع راه ها و آبادی‌های این منطقه آشنا شوم. می خواهم طوری حرکت کنیم که در راه به بی آبی برنخوریم.

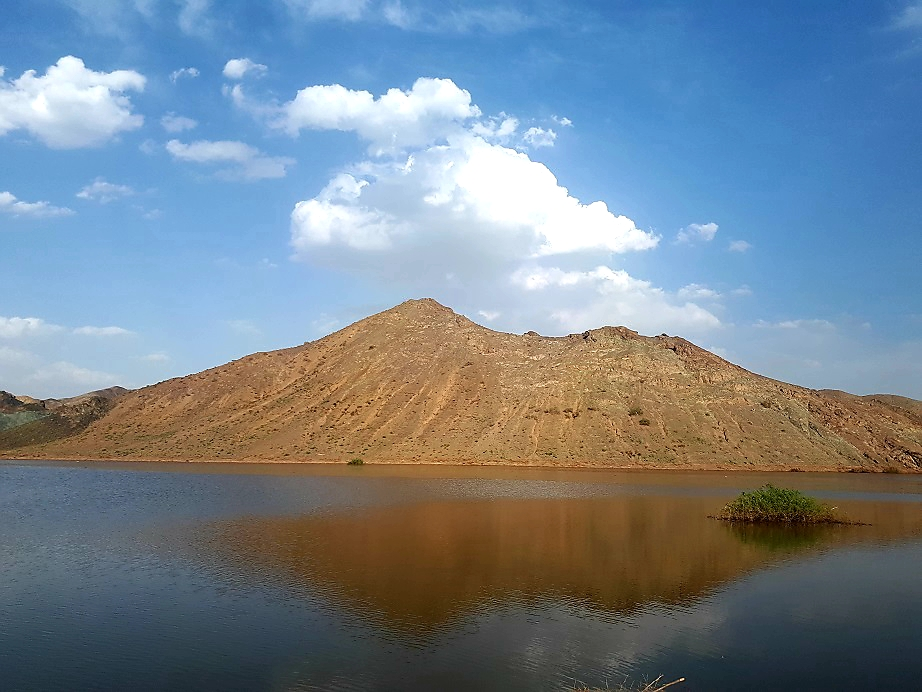
سد کیخسرو

- در این حدود آبادی‌ها از یکدیگر فاصله چندانی ندارند. این جا که بیابان خاوران نیست. همه جا منزل به منزل و حتی فرسنگ به فرسنگ آبادی وجود دارد. از این جا هم به سبزوار و از سبزوار به اسفراین و گرگان و طبرستان و بالاخره به تمام دنیا راه هست. همه زمین خدا به هم چسبیده و هر نقطه ای به نقطه دیگر راه دارد. منتهی یکی دور است یکی نزدیک.
-سوار که از لطیفه گویی و نکته دانی پیرمرد خوشش آمده بود خنده بلندی کرد و گفت:
-پدر جان مثل این است که مرد دنیا دیده ای هستی. اگر اشتباه نکنم باید مدتی از عمرت را در سواری و مثلا خدمات نظامی گذرانده باشی. قیافه و طرز حرف زدنت اینطور نشان می دهد. آیا اشتباه نکرده ام؟
- اتفاقا درست تشخیص داده اید. بله پسرم. من ۲۵ سال در خدمت سامانیان بودم. مثل امروز شما اسبی داشتم. از شکارچیان امیر نوح سامانی و خیلی هم مورد توجه امیر بودم. در بدنم علامت زخم های متعددی وجود دارد. پای راستم در ناحیه سپید ران بر اثر حمله گرازی هنگام شکار در دشت تبادکان طوس صدمه دید و معیوب شد. بعد از این ضربه دیگر قادر به سواری و استفاده از سلاح جنگی نبودم و به همین علت از خدمت سپاهی معاف شدم و به زراعت پرداختم ولی امروز دیگر جز همین کار، کار دیگر از من ساخته نیست. امیر بزرگوار که خداوند گورش را پر نور کند قطعه زمینی در آبادی خودم به من بخشیدند و ۵۰۰ سکه زر جعفری هم به من عطا فرمودند که مادام العمر رهین منت آن شهریار بزرگ و رعیت نواز خواهم بود.
- پس من اشتباه نکرده ام. اما قرار بود مرا به وضع راه های این حدود آشنا کنی پدرجان
-حاضرم با کمال میل. گوش کن پسرم. آبادی ما درست در سر یک چهار راهی واقع شده. از این جا یک جاده شاهی به نیشابور می رود که شما از آن جا می آیید. این راه در شرق آبادی ماست. راه دوم یا راه شمالی که روبروی ماست. نگاه کنید، این سمت را می گویم. این راه به صحرای خشکی می رسد که ما آن را کال سرپوش می نامیم. این کال تقریبا ۸ فرسنگ طول دارد و برای عبور از آن باید آب به مقدار کافی داشت. از این سمت به اسفراین و بعد به گرگان و طبرستان می روند که در کنار دریای آبسکون واقع شده و سراسر جنگل و کوه های بلند است. راه سوم از حاشیه این کوه سنگی سیاه رنگ می گذرد، هرچند کوره راهی بیش نیست ولی این آبادی را به دهستان «افچنگ» و دشت جوین متصل می کند. از جوین هم رو به شمال که بروید باز به جاده دوم می رسید و بعد از عبور از دشت بزرگی به نام آهوچر از دامنه غربی یک کوه خیلی بلند به نام «شاه جهان» به اسفراین می رسید و بعد به حدود گرگان می روید. راه جنوبی جاده شاهیست که مستقیما به سبزوار و شاهرود و دامغان و ری می رود.
-بسیار ممنونم پدر. حال ممکن است این ۵ درهم  را از من به عنوان یک هدیه کوچک بپذیری؟
-ابدا پسرم. گفتم رسم ما کشاورزان نیست که بدون انجام خدمتی مزدی بگیریم. شما را به خدا سپردم. 
-خدانگهدار پدر جان.
-پیرمرد لنگان لنگان به دنبال گاوان کاری خود به راه افتاد. سواران از کاریز مقابل آبادی گذشته چنین وانمود کردند که مستقیما از جاده شاهی به سبزوار می روند. اما وقتی از نظر پیرمرد روستایی پنهان شدند و به دامنه کوه سنگلاخی رسیدند و رو به غرب و آبادی « افچنگ» به سرعت رفتند.
ما این سواران را می شناسیم. یکی بوعلی سینا و دیگری مراد غلام وفادارش بود که بعد از مشاهده صحنه هولناک میدان بزرگ نیشابور بلافاصله از شهر خارج شدند و از بیم جان چنان عجله داشتند که حتی اسب بارکش و لوازم سفر خود را نیز در مهمانسرای باباکمال بر جا گذاشتند...

## سد کیخسرو
سد کیخسرو در ۳ کیلومتری جنوب روستای کیخسرو واقع گردیده است. کنترل سیلاب‌های فصلی رودخانه کیخسرو، بالا بردن قدرت تنظیم آب برای مصارف کشاورزی، کمک به طرح‌های  کشاورزی در منطقه و ایجاد مرکز گردشگری از اهداف ایجاد این سد بوده است. دسترسی به این سد از طریق جاده راه آهن امکان پذیر است.

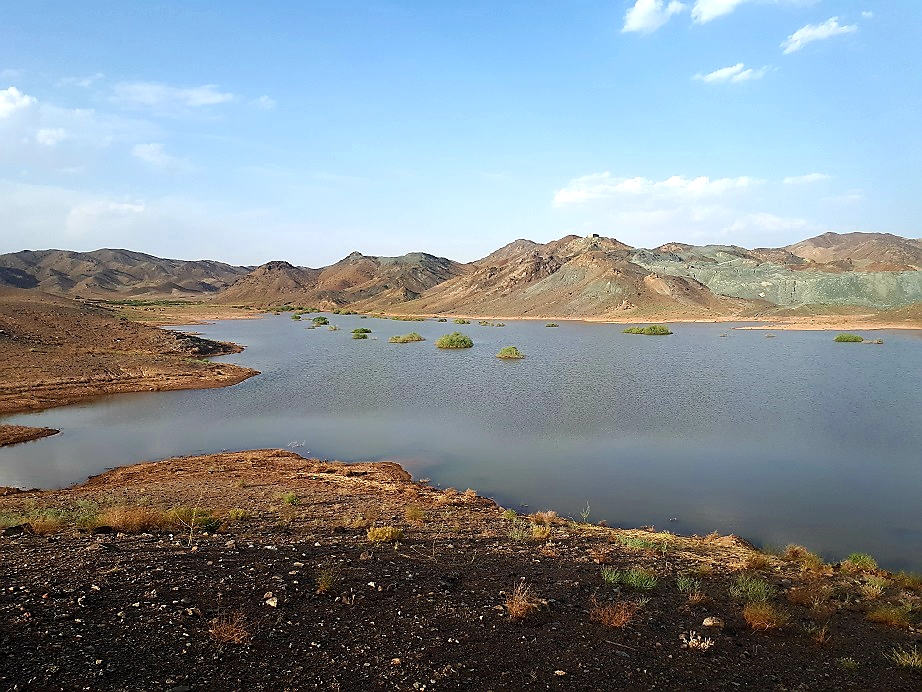
سد کیخسرو

## رودخانه کیخسرو
رودخانه کیخسرو معروف به رودخانه دهانه کیخسرو در ۲ کیلومتری جنوب روستای کیخسرو و دره دهانه کیخسرو واقع گردیده است. رودخانه کیخسرو یک رودخانه دایمی می باشد که در مسیر خود زمین های کشاورزی را آبیاری می نماید. این رودخانه منبع اصلی تامین آب سد کیخسرو می باشد. دسترسی به این رودخانه از طریق جاده راه آهن امکان پذیر است.

## دره شقایق کیخسرو
دره سرسبز شقایق (واویلا) همراه با چشم‌انداز زیبا از کوه دو برادر در ۴ کیلومتری جنوب غرب روستای کیخسرو واقع شده‌است.

## کوه دو برادر کیخسرو
کوه دو برادر کیخسرو در جنوب روستای کیخسرو و در حاشیه جاده کیخسرو به نجم آباد واقع شده است.

## بام کیخسرو
بام کیخسرو معروف به گَل بابا در ورودی روستا واقع گردیده و مناظری همچون کوه دو برادر کیخسرو، دشت کیخسرو، جاده ترانزینی سبزوار- خوشاب- قوچان و چشم انداز روستا از فراز آن قابل مشاهده است.

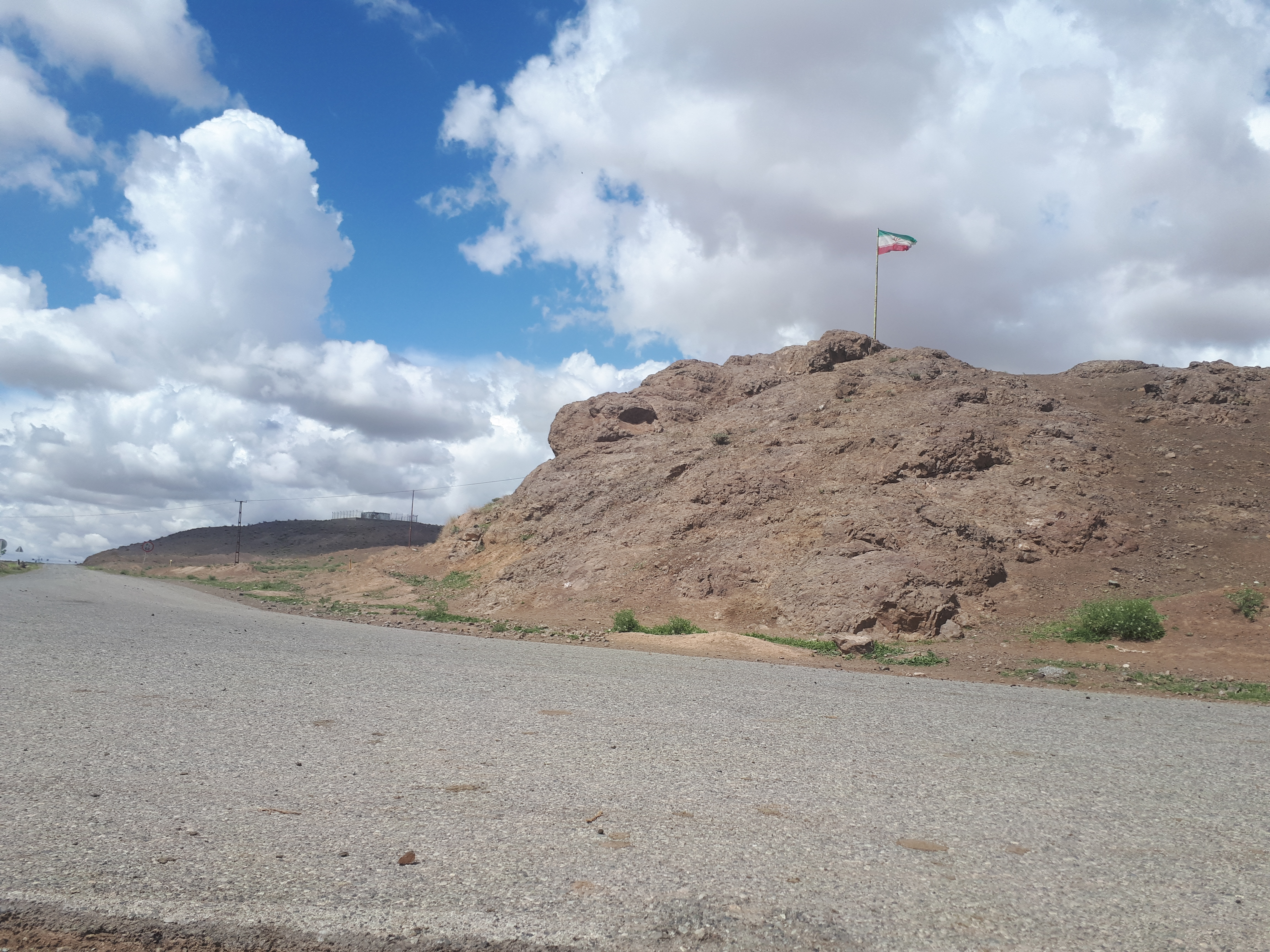
بام کیخسرو

## زبان
مردم روستای کیخسرو به زبان های ترکی و  فارسی خراسانی با گویش سبزواری صحبت می‌کنند، البته در ادوار گذشته زبان  کردی خراسانی نیز در بین برخی از ساکنان آن رواج داشته‌است.

## جمعیت
روستای کیخسرو در دهستان سلطان‌آباد قرار داشته و بر پایه سرشماری عمومی نفوس و مسکن در سال ۱۳۹۵ جمعیت آن ۳۷۴نفر (برابر با ۱۱۸ خانوار) بوده‌است.

## نگارخانه

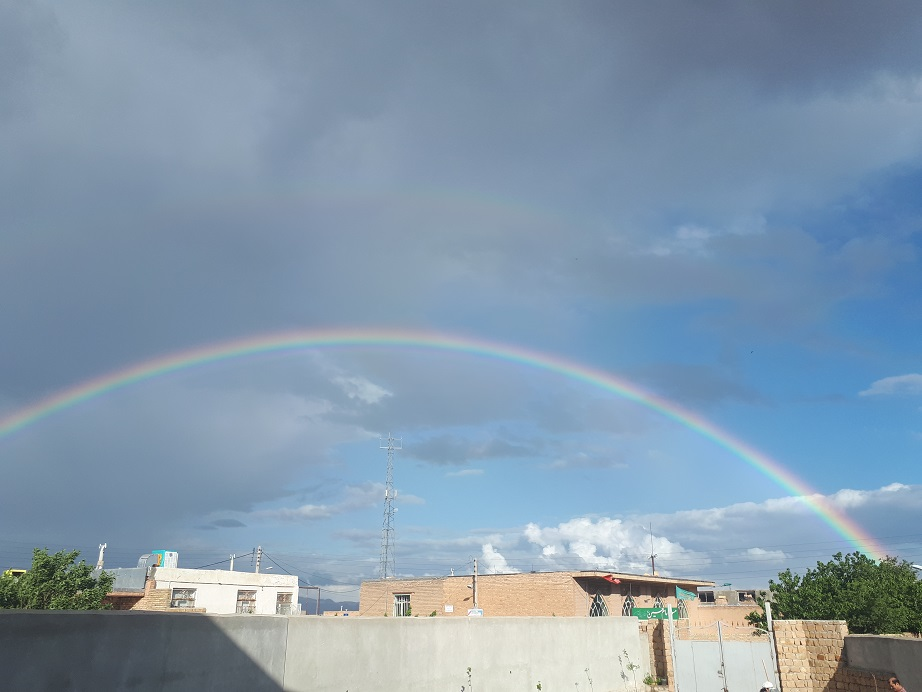
رنگین کمان- کیخسرو
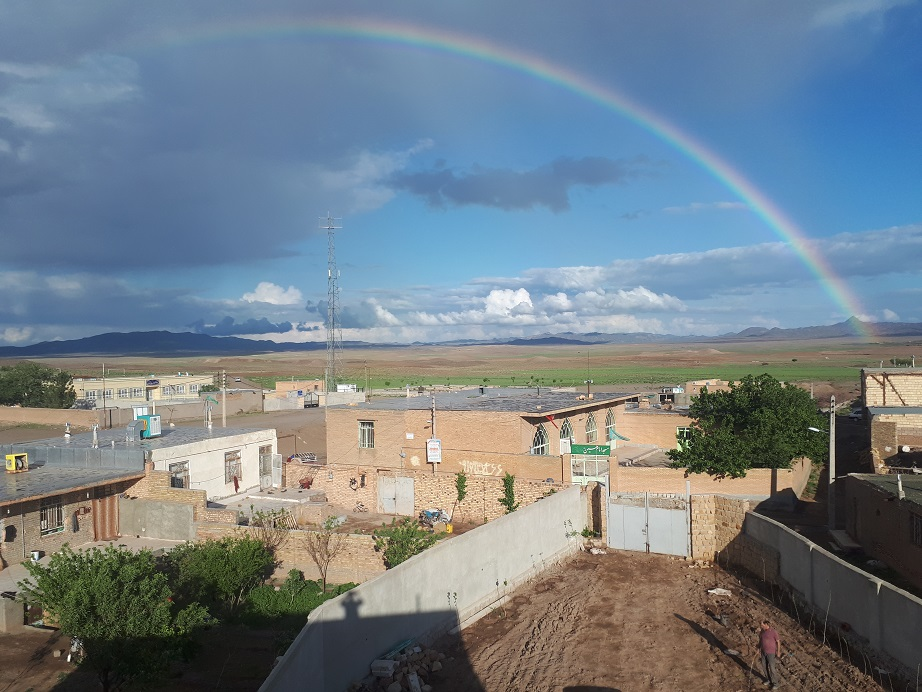
رنگین کمان در آسمان کیخسرو
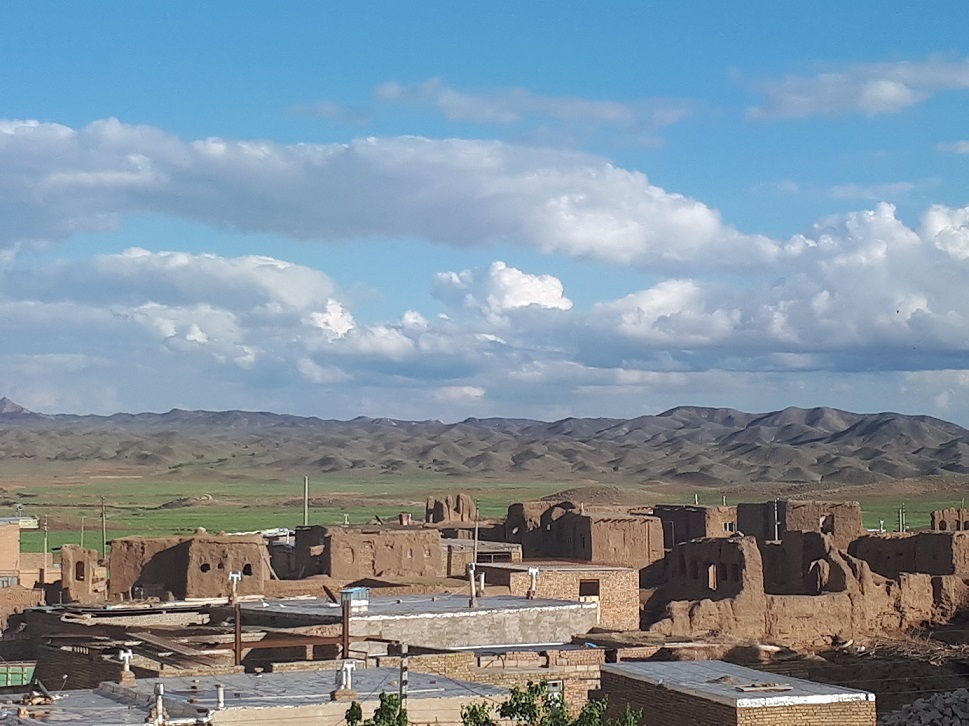
بافت تاریخی کیخسرو
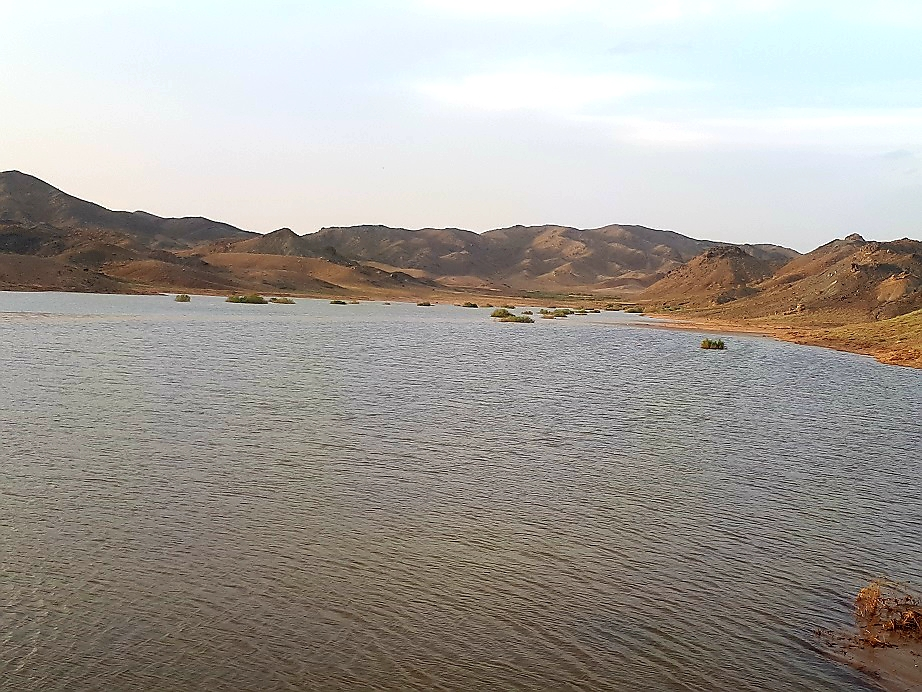
سد کیخسرو
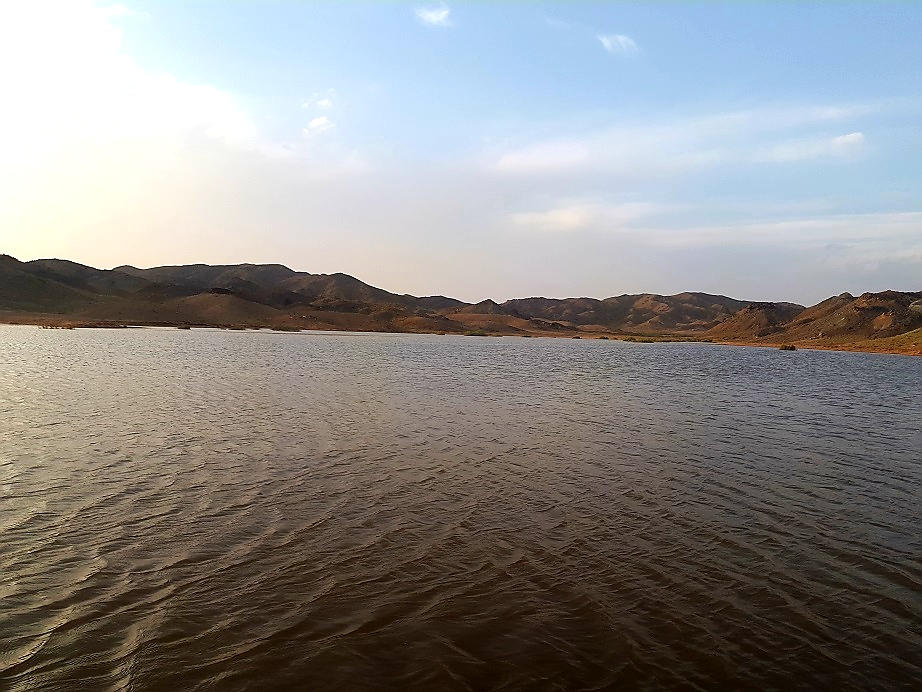
سد کیخسرو
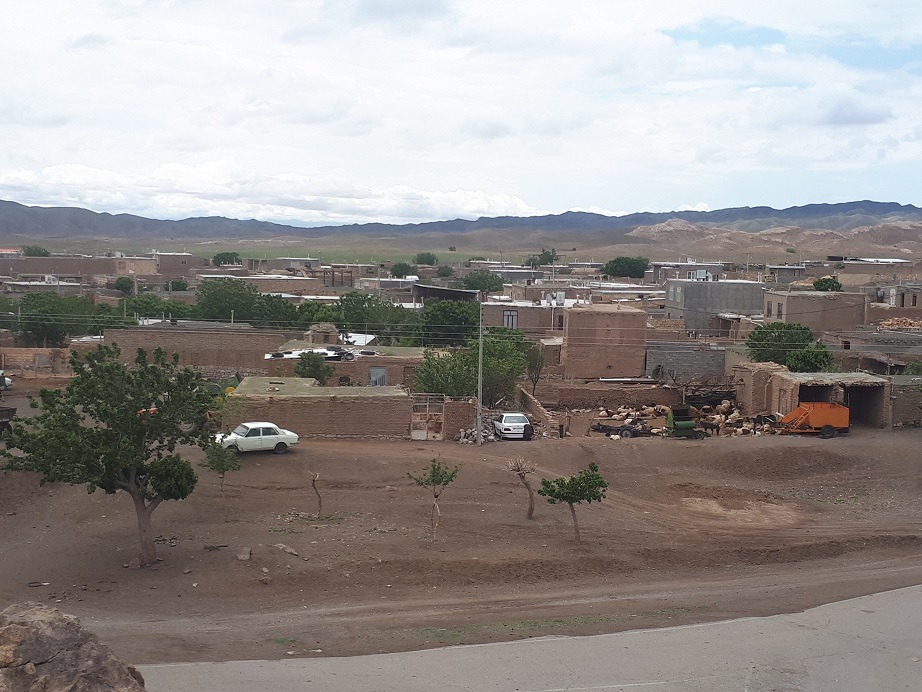
چشم اندازی از کیخسرو از فراز بام کیخسرو
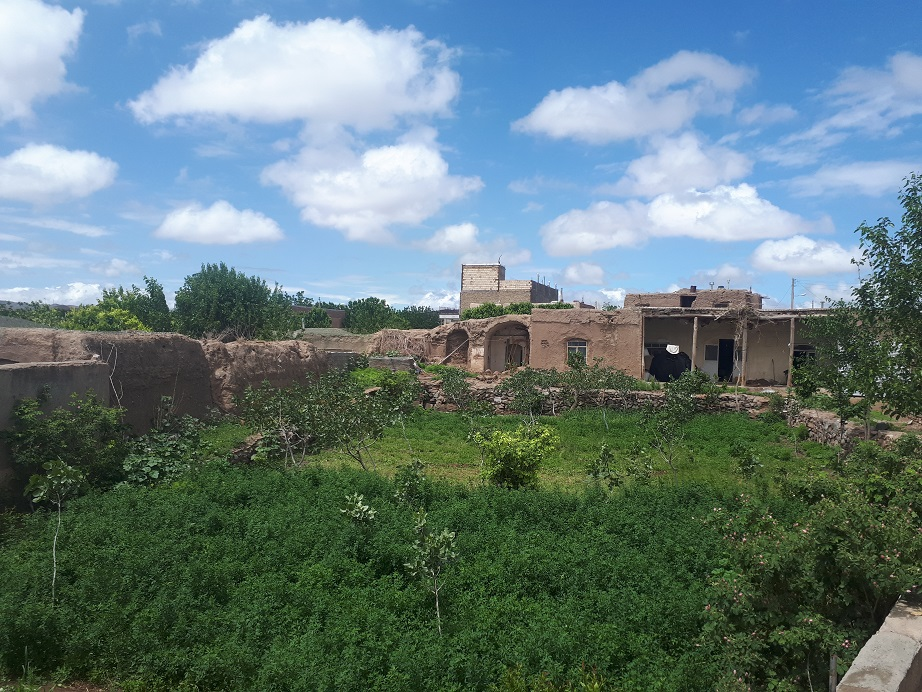
باغ تاریخی شاهزاده حمزه
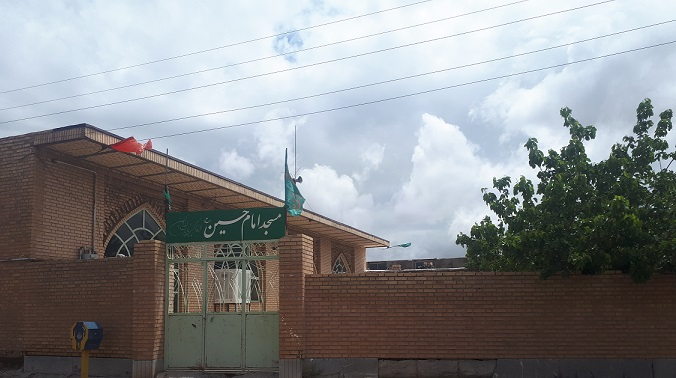
مسجد امام حسین کیخسرو
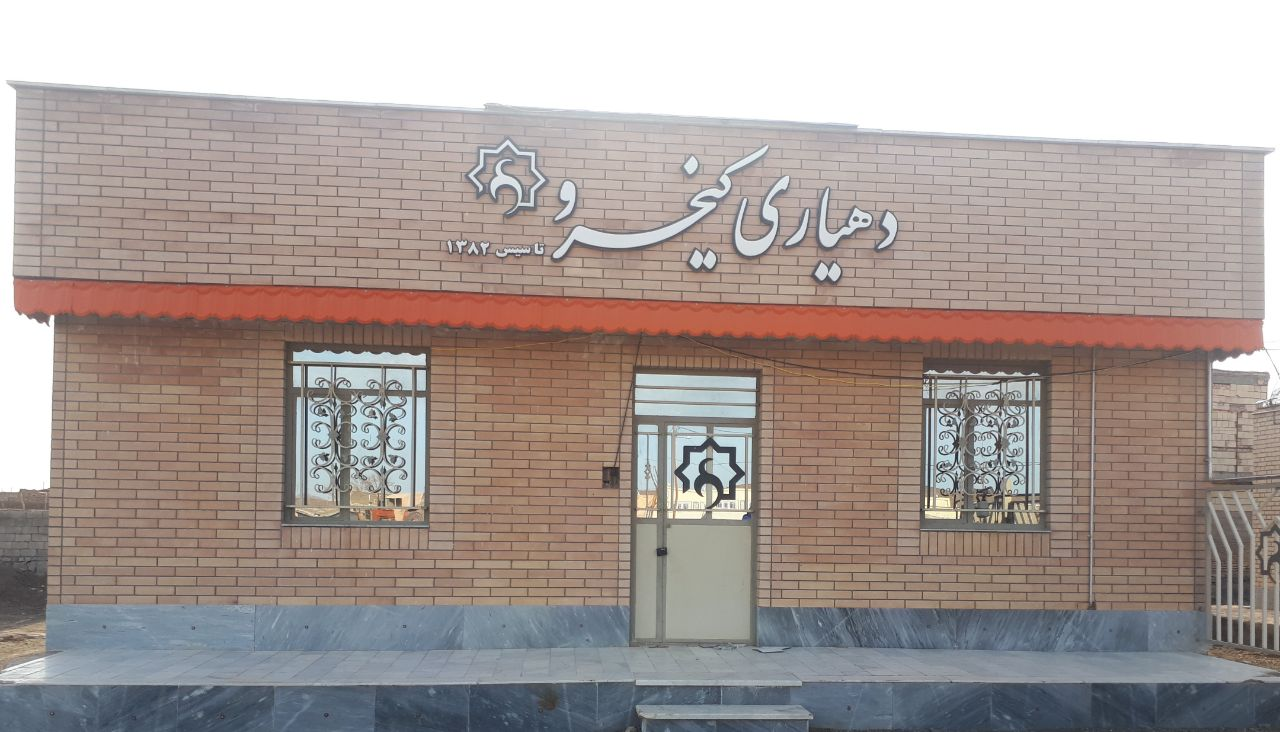
نمایی از ساختمان دهیاری کیخسرو
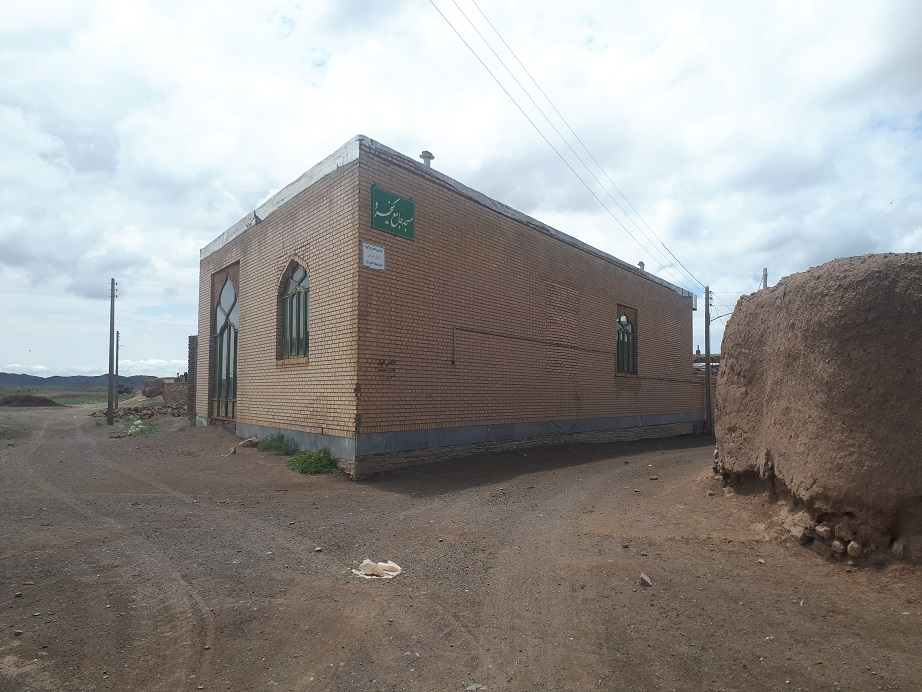
مسجد جامع کیخسرو
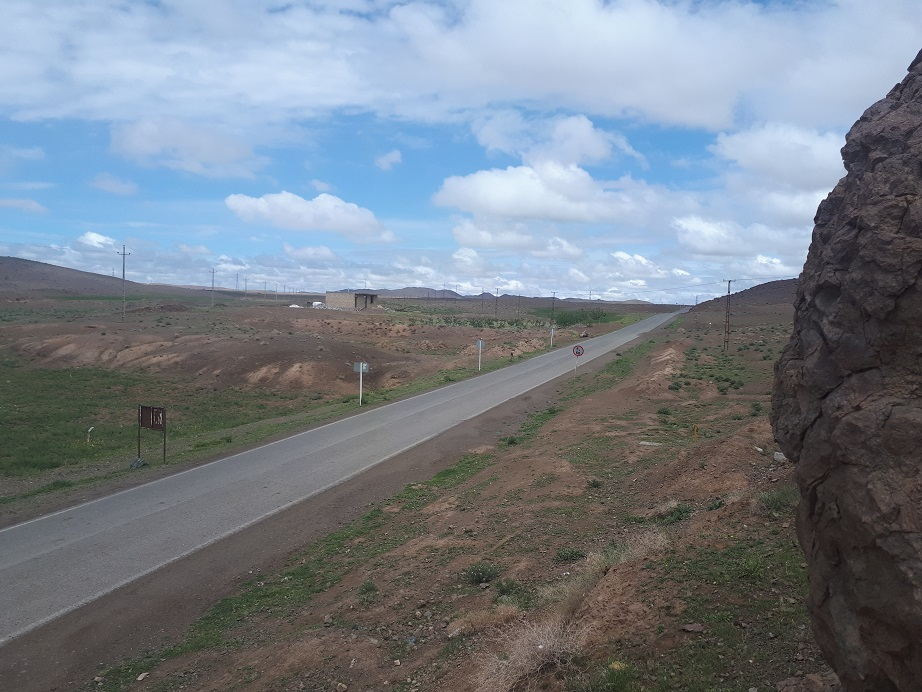
جاده اختصاصی کیخسرو
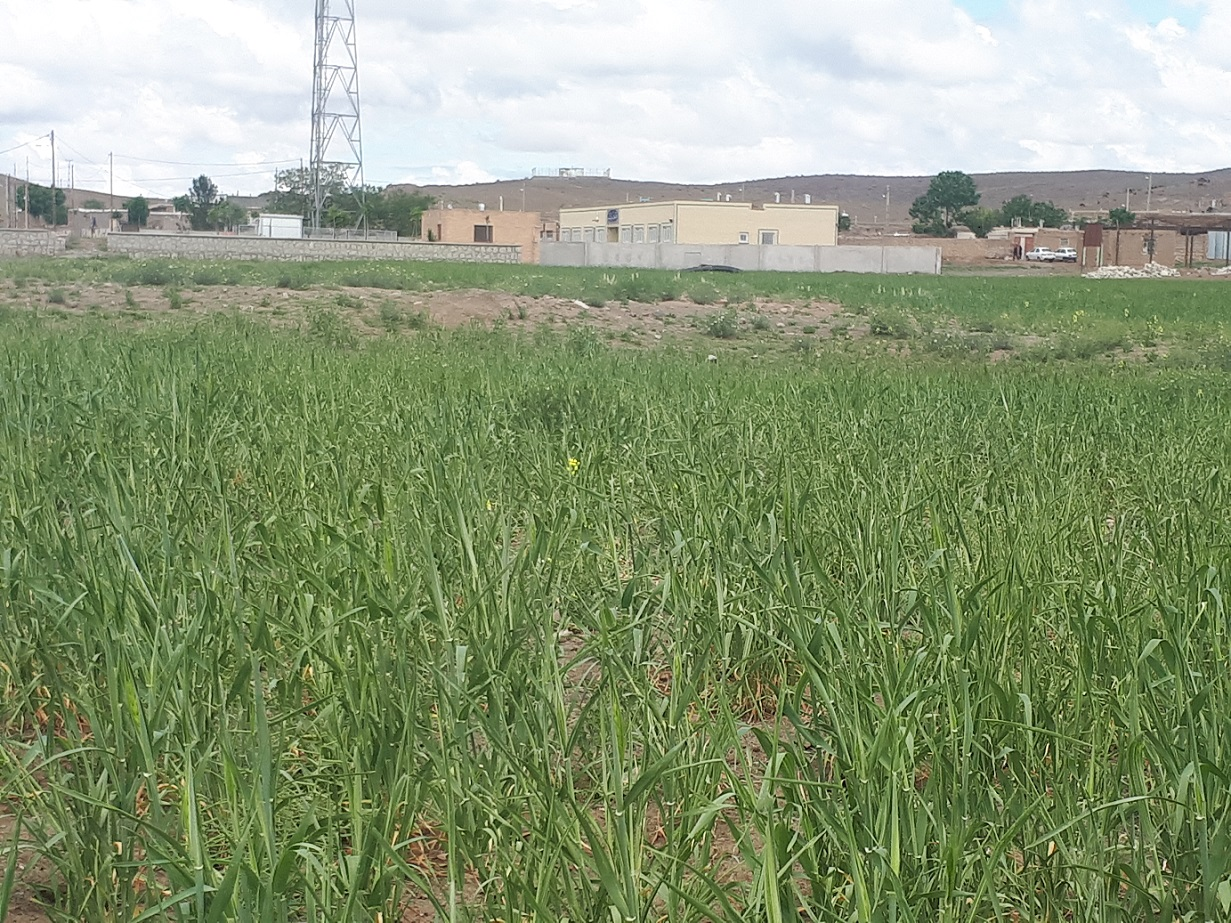
دورنمایی از مدرسه و بوستان کودک کیخسرو
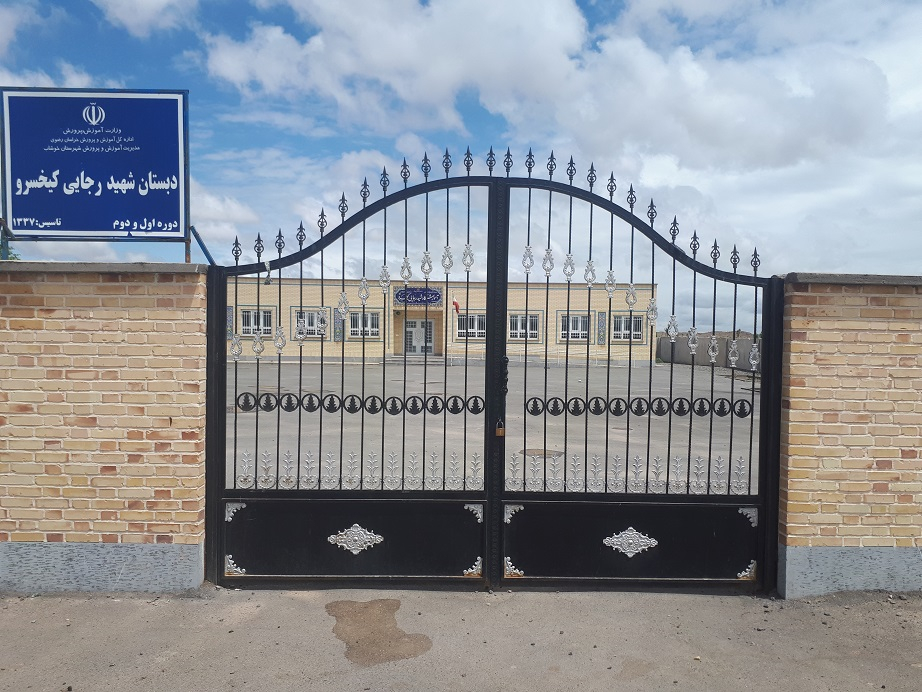
نمایی از مدرسه کیخسرو
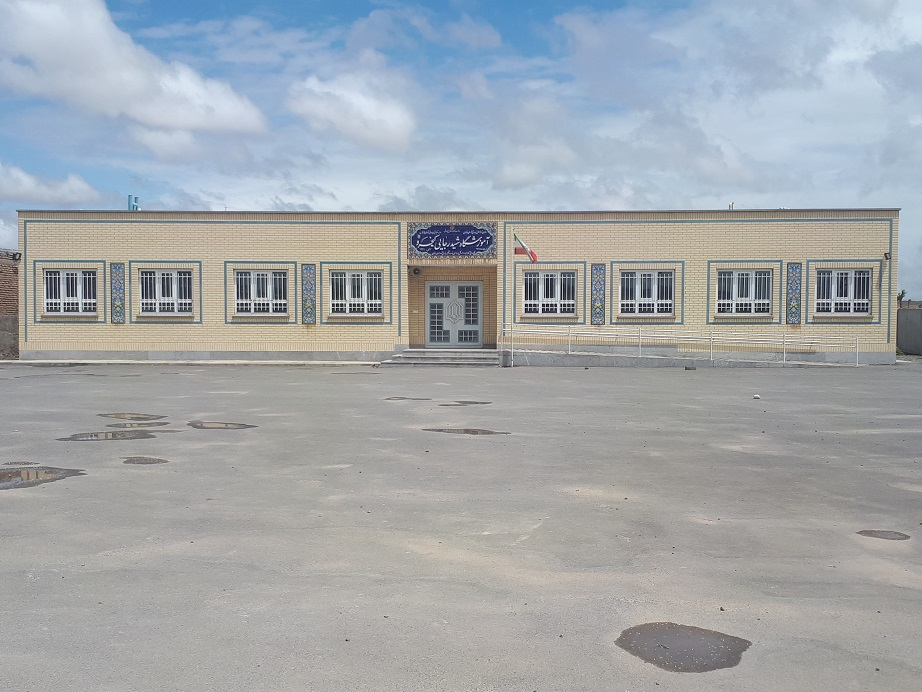
مدرسه کیخسرو